# Grand Prix Włoch 2024
Grand Prix Włoch 2024, oficjalnie Formula 1 Pirelli Grand Premio d'Italia 2024 – szesnasta runda Mistrzostw Świata Formuły 1 w sezonie 2024. Grand Prix odbyło się w dniach 30 sierpnia–1 września 2024 na torze Autodromo Nazionale di Monza w Monzy. Wyścig wygrał Charles Leclerc (Ferrari), a na podium stanęli kolejno: Oscar Piastri (McLaren) i Lando Norris (McLaren).

## Lista startowa
Na niebieskim tle kierowcy biorący udział jedynie w piątkowych treningach.
| Nr          | Kierowca              | Zespół                        | Samochód                          | Silnik                       | Opony |
| ----------- | --------------------- | ----------------------------- | --------------------------------- | ---------------------------- | ----- |
| 1           | Max Verstappen        | Oracle Red Bull Racing        | Red Bull RB20                     | Honda RBPTH002               | P     |
| 3           | Daniel Ricciardo      | Visa Cash App RB F1 Team      | RB VCARB 01                       | Honda RBPTH002               | P     |
| 4           | Lando Norris          | McLaren Formula 1 Team        | McLaren MCL38                     | Mercedes-AMG F1 M15          | P     |
| 10          | Pierre Gasly          | BWT Alpine F1 Team            | Alpine A524                       | Renault E-Tech RE24          | P     |
| 11          | Sergio Pérez          | Oracle Red Bull Racing        | Red Bull RB20                     | Honda RBPTH002               | P     |
| 12          | Andrea Kimi Antonelli | Mercedes-AMG PETRONAS F1 Team | Mercedes-AMG F1 W15 E Performance | Mercedes-Mercedes-AMG F1 M15 | P     |
| 14          | Fernando Alonso       | Aston Martin Aramco F1 Team   | Aston Martin AMR24                | Mercedes-AMG F1 M15          | P     |
| 16          | Charles Leclerc       | Scuderia Ferrari HP           | Ferrari SF-24                     | Ferrari 066/12               | P     |
| 18          | Lance Stroll          | Aston Martin Aramco F1 Team   | Aston Martin AMR24                | Mercedes-AMG F1 M15          | P     |
| 20          | Kevin Magnussen       | MoneyGram Haas F1 Team        | Haas VF-24                        | Ferrari 066/10               | P     |
| 22          | Yūki Tsunoda          | Visa Cash App RB F1 Team      | RB VCARB 01                       | Honda RBPTH002               | P     |
| 23          | Alexander Albon       | Williams Racing               | Williams FW46                     | Mercedes-AMG F1 M15          | P     |
| 24          | Zhou Guanyu           | Stake F1 Team Kick Sauber     | Kick Sauber C44                   | Ferrari 066/12               | P     |
| 27          | Nico Hülkenberg       | MoneyGram Haas F1 Team        | Haas VF-24                        | Ferrari 066/10               | P     |
| 31          | Esteban Ocon          | BWT Alpine F1 Team            | Alpine A524                       | Renault E-Tech RE24          | P     |
| 43          | Franco Colapinto      | Williams Racing               | Williams FW46                     | Mercedes-AMG F1 M15          | P     |
| 44          | Lewis Hamilton        | Mercedes-AMG PETRONAS F1 Team | Mercedes-AMG F1 W15 E Performance | Mercedes-AMG F1 M15          | P     |
| 55          | Carlos Sainz Jr.      | Scuderia Ferrari HP           | Ferrari SF-24                     | Ferrari 066/12               | P     |
| 63          | George Russell        | Mercedes-AMG PETRONAS F1 Team | Mercedes-AMG F1 W15 E Performance | Mercedes-AMG F1 M15          | P     |
| 77          | Valtteri Bottas       | Stake F1 Team Kick Sauber     | Kick Sauber C44                   | Ferrari 066/12               | P     |
| 81          | Oscar Piastri         | McLaren Formula 1 Team        | McLaren MCL38                     | Mercedes-AMG F1 M15          | P     |
| Źródło: FIA |                       |                               |                                   |                              |       |

## Wyniki

### Najlepsze czasy sesji treningowych
| Sesja       | Nr | Kierowca       | Konstruktor                | Czas     | Okr. |
| ----------- | -- | -------------- | -------------------------- | -------- | ---- |
| 1           | 1  | Max Verstappen | Red Bull Racing-Honda RBPT | 1:21,676 | 18   |
| 2           | 44 | Lewis Hamilton | Mercedes                   | 1:20,738 | 24   |
| 3           | 44 | Lewis Hamilton | Mercedes                   | 1:20,117 | 20   |
| Źródło: FIA |    |                |                            |          |      |

### Kwalifikacje
| P                    | Nr | Kierowca         | Konstruktor                  | Czasy w kwalifikacjach | Czasy w kwalifikacjach | Czasy w kwalifikacjach | Poz. s. |
| P                    | Nr | Kierowca         | Konstruktor                  | Q1                     | Q2                     | Q3                     | Poz. s. |
| -------------------- | -- | ---------------- | ---------------------------- | ---------------------- | ---------------------- | ---------------------- | ------- |
| 1                    | 4  | Lando Norris     | McLaren-Mercedes             | 1:19,911               | 1:19,727               | 1:19,327               | 1       |
| 2                    | 81 | Oscar Piastri    | McLaren-Mercedes             | 1:20,076               | 1:19,808               | 1:19,436               | 2       |
| 3                    | 63 | George Russell   | Mercedes                     | 1:20,169               | 1:19,877               | 1:19,440               | 3       |
| 4                    | 16 | Charles Leclerc  | Ferrari                      | 1:20,074               | 1:20,007               | 1:19,461               | 4       |
| 5                    | 55 | Carlos Sainz Jr. | Ferrari                      | 1:20,149               | 1:19,799               | 1:19,467               | 5       |
| 6                    | 6  | Lewis Hamilton   | Mercedes                     | 1:20,477               | 1:19,641               | 1:19,513               | 6       |
| 7                    | 1  | Max Verstappen   | Red Bull Racing-Honda RBPT   | 1:20,226               | 1:19,662               | 1:20,022               | 7       |
| 8                    | 11 | Sergio Pérez     | Red Bull Racing-Honda RBPT   | 1:20,598               | 1:20,216               | 1:20,062               | 8       |
| 9                    | 23 | Alexander Albon  | Williams-Mercedes            | 1:20,542               | 1:20,314               | 1:20,299               | 9       |
| 10                   | 27 | Nico Hülkenberg  | Haas-Ferrari                 | 1:20,781               | 1:20,411               | 1:20,339               | 10      |
| 11                   | 14 | Fernando Alonso  | Aston Martin Aramco-Mercedes | 1:20,617               | 1:20,421               |                        | 11      |
| 12                   | 3  | Daniel Ricciardo | RB-Honda RBPT                | 1:20,901               | 1:20,479               |                        | 12      |
| 13                   | 20 | Kevin Magnussen  | Haas-Ferrari                 | 1:20,856               | 1:20,698               |                        | 13      |
| 14                   | 10 | Pierre Gasly     | Alpine-Renault               | 1:20,748               | 1:20,738               |                        | 14      |
| 15                   | 31 | Esteban Ocon     | Alpine-Renault               | 1:20,764               | 1:20,766               |                        | 15      |
| 16                   | 22 | Yūki Tsunoda     | RB-Honda RBPT                | 1:20,945               |                        |                        | 16      |
| 17                   | 18 | Lance Stroll     | Aston Martin Aramco-Mercedes | 1:21,013               |                        |                        | 17      |
| 18                   | 43 | Franco Colapinto | Williams-Mercedes            | 1:21,061               |                        |                        | 18      |
| 19                   | 77 | Valtteri Bottas  | Kick Sauber-Ferrari          | 1:21,101               |                        |                        | 19      |
| 20                   | 24 | Zhou Guanyu      | Kick Sauber-Ferrari          | 1:21,445               |                        |                        | 20      |
| 107% czasu: 1:25,504 |    |                  |                              |                        |                        |                        |         |
| Źródło: FIA          |    |                  |                              |                        |                        |                        |         |

### Wyścig
| P           | Nr | Kierowca         | Konstruktor                  | Okr. | Czas             | Poz. s. | +/−       | Punkty |
| ----------- | -- | ---------------- | ---------------------------- | ---- | ---------------- | ------- | --------- | ------ |
| 1           | 16 | Charles Leclerc  | Ferrari                      | 53   | 1:14:40,727      | 4       | 3         | 25     |
| 2           | 81 | Oscar Piastri    | McLaren-Mercedes             | 53   | +2,664           | 2       | Bez zmian | 18     |
| 3           | 4  | Lando Norris     | McLaren-Mercedes             | 53   | +6,153           | 1       | 2         | 15+1   |
| 4           | 55 | Carlos Sainz Jr. | Ferrari                      | 53   | +15,621          | 5       | 1         | 12     |
| 5           | 44 | Lewis Hamilton   | Mercedes                     | 53   | +22,820          | 6       | 1         | 10     |
| 6           | 1  | Max Verstappen   | Red Bull Racing-Honda RBPT   | 53   | +37,932          | 7       | 1         | 8      |
| 7           | 63 | George Russell   | Mercedes                     | 53   | +39,715          | 3       | 4         | 6      |
| 8           | 11 | Sergio Pérez     | Red Bull Racing-Honda RBPT   | 53   | +54,148          | 8       | Bez zmian | 4      |
| 9           | 23 | Alexander Albon  | Williams-Mercedes            | 53   | +67,456          | 9       | Bez zmian | 2      |
| 10          | 20 | Kevin Magnussen  | Haas-Ferrari                 | 53   | +68,302          | 13      | 3         | 1      |
| 11          | 14 | Fernando Alonso  | Aston Martin Aramco-Mercedes | 53   | +68,495          | 11      | Bez zmian |        |
| 12          | 43 | Franco Colapinto | Williams-Mercedes            | 53   | +81,308          | 18      | 6         |        |
| 13          | 3  | Daniel Ricciardo | RB-Honda RBPT                | 53   | +93,452          | 12      | 1         |        |
| 14          | 31 | Esteban Ocon     | Alpine-Renault               | 52   | +1 okrążenie     | 15      | 1         |        |
| 15          | 10 | Pierre Gasly     | Alpine-Renault               | 52   | +1 okrążenie     | 14      | 1         |        |
| 16          | 77 | Valtteri Bottas  | Kick Sauber-Ferrari          | 52   | +1 okrążenie     | 19      | 3         |        |
| 17          | 27 | Nico Hülkenberg  | Haas-Ferrari                 | 52   | +1 okrążenie     | 10      | 7         |        |
| 18          | 24 | Zhou Guanyu      | Kick Sauber-Ferrari          | 52   | +1 okrążenie     | 20      | 2         |        |
| 19          | 18 | Lance Stroll     | Aston Martin Aramco-Mercedes | 52   | +1 okrążenie     | 17      | 2         |        |
| NS          | 22 | Yūki Tsunoda     | RB-Honda RBPT                | 7    | NU (przegrzanie) | 16      |           |        |
| Źródło: FIA |    |                  |                              |      |                  |         |           |        |

### Najszybsze okrążenie
| Nr          | Kierowca     | Konstruktor      | Czas     | Okr. |
| ----------- | ------------ | ---------------- | -------- | ---- |
| 4           | Lando Norris | McLaren-Mercedes | 1:21,432 | 53   |
| Źródło: FIA |              |                  |          |      |

### Prowadzenie w wyścigu
| Nr                              | Kierowca         | Konstruktor                | Okrążenia   | Suma |
| ------------------------------- | ---------------- | -------------------------- | ----------- | ---- |
| 81                              | Oscar Piastri    | McLaren-Mercedes           | 1–16, 23–38 | 32   |
| 55                              | Carlos Sainz Jr. | Ferrari                    | 17–18       | 2    |
| 1                               | Max Verstappen   | Red Bull Racing-Honda RBPT | 19–21       | 3    |
| 11                              | Sergio Pérez     | Red Bull Racing-Honda RBPT | 22          | 1    |
| 16                              | Charles Leclerc  | Ferrari                    | 39–53       | 15   |
| \| Wykres \| \| ------ \| \| \| |                  |                            |             |      |
| Źródło: FIA                     |                  |                            |             |      |
| Wykres                          |                  |                            |             |      |
|                                 |                  |                            |             |      |

## Klasyfikacja po wyścigu

### Kierowcy
| P           | +/−       | Kierowca         | Zgł. | Punkty | P1 | P2 | P3 | PP | NO | NS | NU | NW | DK |
| ----------- | --------- | ---------------- | ---- | ------ | -- | -- | -- | -- | -- | -- | -- | -- | -- |
| 1           | Bez zmian | Max Verstappen   | 16   | 303    | 7  | 3  | –  | 8  | 2  | 2  | 2  | –  | –  |
| 2           | Bez zmian | Lando Norris     | 16   | 241    | 2  | 5  | 3  | 4  | 3  | –  | 1  | –  | –  |
| 3           | Bez zmian | Charles Leclerc  | 16   | 217    | 2  | 1  | 5  | 2  | 2  | 1  | 1  | –  | –  |
| 4           | Bez zmian | Oscar Piastri    | 16   | 197    | 1  | 4  | –  | –  | 1  | –  | –  | –  | –  |
| 5           | Bez zmian | Carlos Sainz Jr. | 15   | 184    | 1  | –  | 4  | –  | 1  | 1  | 1  | –  | –  |
| 6           | Bez zmian | Lewis Hamilton   | 16   | 164    | 2  | –  | 2  | –  | 2  | 1  | 1  | –  | –  |
| 7           | Bez zmian | Sergio Pérez     | 16   | 143    | –  | 3  | 1  | –  | 1  | 2  | 2  | –  | –  |
| 8           | Bez zmian | George Russell   | 16   | 128    | 1  | –  | 1  | 2  | 2  | 1  | 2  | –  | 1  |
| 9           | Bez zmian | Fernando Alonso  | 16   | 50     | –  | –  | –  | –  | 2  | –  | –  | –  | –  |
| 10          | Bez zmian | Lance Stroll     | 16   | 24     | –  | –  | –  | –  | –  | 1  | 1  | –  | –  |
| 11          | Bez zmian | Nico Hülkenberg  | 16   | 22     | –  | –  | –  | –  | –  | 1  | 1  | –  | –  |
| 12          | Bez zmian | Yūki Tsunoda     | 16   | 22     | –  | –  | –  | –  | –  | 2  | 2  | –  | –  |
| 13          | Bez zmian | Daniel Ricciardo | 16   | 12     | –  | –  | –  | –  | –  | 2  | 2  | –  | –  |
| 14          | Bez zmian | Pierre Gasly     | 16   | 8      | –  | –  | –  | –  | –  | 3  | 2  | 1  | –  |
| 15          | Bez zmian | Oliver Bearman   | 1    | 6      | –  | –  | –  | –  | –  | –  | –  | –  | –  |
| 16          | Bez zmian | Kevin Magnussen  | 16   | 6      | –  | –  | –  | –  | –  | 1  | 1  | –  | –  |
| 17          | 1         | Alexander Albon  | 16   | 6      | –  | –  | –  | –  | –  | 3  | 3  | –  | –  |
| 18          | 1         | Esteban Ocon     | 16   | 5      | –  | –  | –  | –  | –  | 1  | 1  | –  | –  |
| 19          | Bez zmian | Zhou Guanyu      | 16   | 0      | –  | –  | –  | –  | –  | 2  | 2  | –  | –  |
| 20          | Bez zmian | Logan Sargeant   | 14   | 0      | –  | –  | –  | –  | –  | 2  | 2  | –  | –  |
| 21          | N         | Franco Colapinto | 1    | 0      | –  | –  | –  | –  | –  | –  | –  | –  | –  |
| 22          | 1         | Valtteri Bottas  | 16   | 0      | –  | –  | –  | –  | –  | 1  | 1  | –  | –  |
| Źródło: FIA |           |                  |      |        |    |    |    |    |    |    |    |    |    |

### Konstruktorzy
| P           | +/-       | Konstruktor                  | Zgł. | Punkty | P1 | P2 | P3 | PP | NO | NS | NU | NW | DK |
| ----------- | --------- | ---------------------------- | ---- | ------ | -- | -- | -- | -- | -- | -- | -- | -- | -- |
| 1           | Bez zmian | Red Bull Racing-Honda RBPT   | 32   | 446    | 7  | 6  | 1  | 8  | 3  | 3  | 3  | –  | –  |
| 2           | Bez zmian | McLaren-Mercedes             | 32   | 438    | 3  | 9  | 3  | 4  | 4  | –  | 1  | –  | –  |
| 3           | Bez zmian | Ferrari                      | 32   | 407    | 3  | 1  | 9  | 2  | 3  | 2  | 2  | –  | –  |
| 4           | Bez zmian | Mercedes                     | 32   | 292    | 3  | –  | 3  | 2  | 4  | 2  | 3  | –  | 1  |
| 5           | Bez zmian | Aston Martin Aramco-Mercedes | 32   | 74     | –  | –  | –  | –  | 2  | 1  | 1  | –  | –  |
| 6           | Bez zmian | RB-Honda RBPT                | 32   | 34     | –  | –  | –  | –  | –  | 4  | 4  | –  | –  |
| 7           | Bez zmian | Haas-Ferrari                 | 32   | 28     | –  | –  | –  | –  | –  | 2  | 2  | –  | –  |
| 8           | Bez zmian | Alpine-Renault               | 32   | 13     | –  | –  | –  | –  | –  | 4  | 3  | 1  | –  |
| 9           | Bez zmian | Williams-Mercedes            | 31   | 6      | –  | –  | –  | –  | –  | 5  | 5  | –  | –  |
| 10          | Bez zmian | Kick Sauber-Ferrari          | 32   | 0      | –  | –  | –  | –  | –  | 3  | 3  | –  | –  |
| Źródło: FIA |           |                              |      |        |    |    |    |    |    |    |    |    |    |